# マーレイン・バーンズ
マーレイン・バーンズ（Marlane Barnes、6月1日 - ）は、アメリカ合衆国の女優である。動物の去勢手術を促進するSpay First!の代表。

## 経歴
メイン州ポートランドで生まれ、7歳のときにアーカンソー州フォートスミスへ移り住む。アーカンソー大学を卒業後、テキサス大学オースティン校修士号を取得。現在はカリフォルニア州ロサンゼルスに在住。『トワイライト・サーガ/ブレイキング・ドーン Part2』にマギー役で出演した。

## フィルモグラフィー

### 映画
- トワイライト・サーガ/ブレイキング・ドーン Part2（2012年）
- Somebody Marry Me（2013年）
- サケボム（2013年）

### テレビ
- iCarly（2010年）
- マッドメン（2013年）
- サンズ・オブ・アナーキー（2013年）
- Masters of Sex（2013年）
- The Fosters（2014年）
- NCIS：LA （2015年）